# Contea di Potter (Pennsylvania)
La contea di Potter (in inglese Potter County) è una contea dello Stato della Pennsylvania, negli Stati Uniti. La popolazione al censimento del 2010 era di 17 457 abitanti. Il capoluogo di contea è Coudersport.

## Geografia fisica
La contea si trova nella parte settentrionale dello Stato, al confine con lo Stato di New York. È composta da una regione montuosa sull’Altopiano degli Allegheny, drenata dai fiumi Allegheny, Cowanesque e Genesee, nonché dai torrenti Oswayo, Pine, Kettle e Sinnemahoning. La contea ospita foreste statali e sette parchi statali.
La contea di Potter ha la particolarità di avere il proprio territorio diviso fra tre bacini idrografici di importanza continentale: Baia di Chesapeake, San Lorenzo e Mississippi. Di quest'ultimo in particolare, ospita le sorgenti dell'importante fiume Allegheny.

### Contee confinanti
- Contea di Allegany (New York) - nord
- Contea di Steuben (New York) - nord-est
- Contea di Tioga - est
- Contea di Lycoming - sud-est
- Contea di Clinton - sud
- Contea di Cameron - sud-ovest
- Contea di McKean - ovest

## Storia
La contea di Potter fu istituita nel 1804 da parte della contea di Lycoming. Deve il suo nome a James Potter, generale nella Guerra d'indipendenza americana, in seguito anche vicepresidente della Pennsylvania.

## Centri abitati

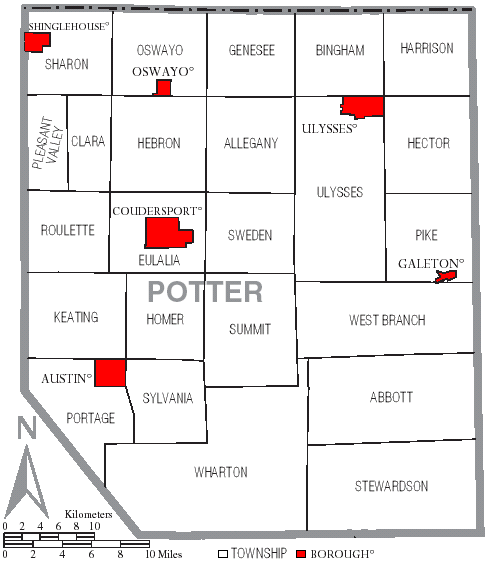
Cartina della Contea di Potter con la suddivisione amministrativa. In rosso sono indicati i borough, in bianco le township.

## Centri abitati[4]
| - Abbott - township - Allegany - township - Austin - borough - Bingham - township - Clara - township - Coudersport (capoluogo) - borough - Eulalia - township - Galeton - borough - Genesee - township - Harrison - township - Hebron - township - Hector - township - Homer - township - Keating - township - Oswayo - borough | - Oswayo - township - Pike - township - Pleasant Valley - township - Portage - township - Roulette - township - Sharon - borough - Shinglehouse - borough - Stewardson - township - Summit - township - Sweden - township - Sylvania - township - Ulysses - borough - Ulysses - township - West Branch - township - Wharton - township |